# Kasteel van Acoz
Het kasteel van Acoz (ook wel Château Pirmez) is een kasteel gelegen in Acoz, een deelgemeente van de Belgische gemeente Gerpinnes, in de provincie Henegouwen.

## Beschrijving

### Het landgoed
Het kasteelcomplex bevindt te midden van een 27 hectare groot park met tuinen, vijvers weiden, bossen en heuvels. De kasteelgracht (7) wordt gevoed door de Biesme (1), een beekje ten westen van het terrein dat ook wel Hanzinne genoemd wordt.

#### Poortgebouw en conciërge
Het terrein wordt bereikt aan de zuidwestelijke rand via een 18e-eeuwse stenen brug met drie bogen (2) over de Hanzinne, die leidt naar een 17e-eeuwse toegangspoort met klokvormige spits, afgewerkt met een zware kruisbloem (3) en een conciërgewoning aan de zuidzijde (4).

#### Franse tuin
Eenmaal door de poort, bevindt zich aan de zuidzijde een ommuurde Franse tuin (5) met paviljoenen uit de 19e eeuw. De ingang van deze tuin wordt geflankeerd door eclectische stenen zuilen (6).

#### Monplaisir
Verstopt in een noordoostelijke hoek van het kasteelbos, genaamd Monplaisir, staat een klein kapelletje uit 1865 gebouwd door Octave Pirmez. Aan de andere kant van de weg die daar richting Villers-Poterie loopt en dus net buiten het kasteelbos ligt, stond ooit de tour Octavienne. Een driehoek vormende met de voormalige toren en het kapelletje, is de Steen van de Nerviërs (Pierre des Nerviens), een menhir die de gebroeders Pirmez na Octave's archeologische vondsten in 1865 hebben laten plaatsen ter nagedachtenis van de Nerviërs.

### Het kasteel

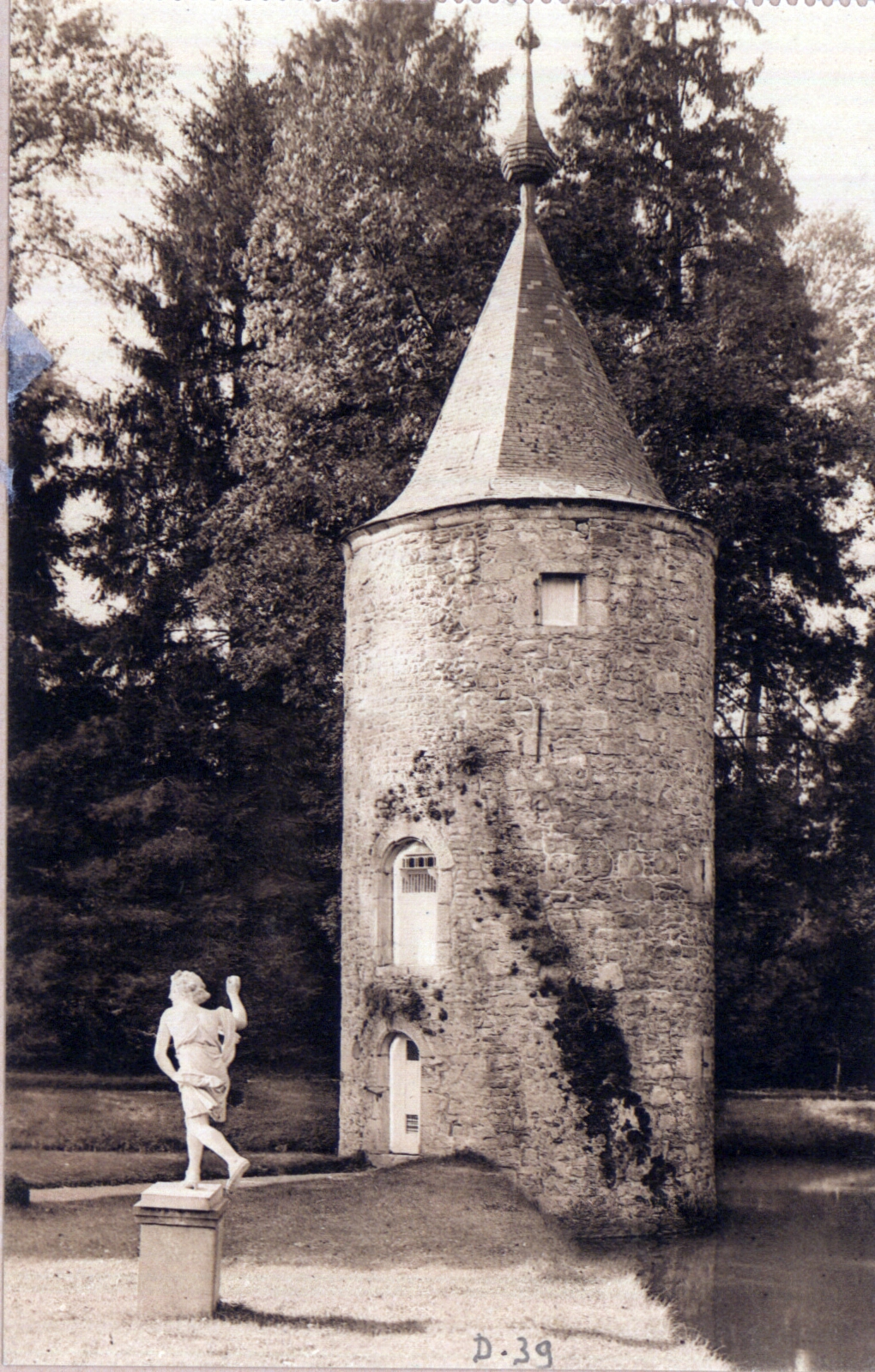
Duiventoren (9)

Tegenover de tuin ligt het kasteel: een versterkte burcht met vierkante plattegrond en omringd door een gracht (7). Het kasteel is een kalkstenen gebouw met daken van leisteen en met restanten van een ophaalbrug (8) die dateert uit de periode van tussen het einde van de 15e en het begin van de 17e eeuw. Van het originele werk zijn alleen een vrijstaande ronde toren (de pigeonnier) in het noordwesten (9) en de in de 18e en 19e eeuw verbouwde oost- en zuidvleugels overgebleven.

#### Zuidvleugel
In de zuidvleugel bevindt zich een schuur (11) tussen de rechthoekige 16e-17e-eeuwse zuidwesttoren met schilddak (10) en toegangspoort in de zuidgevel. Bezien vanuit de binnenplaats heeft de zuidgevel links van de toegangspoort een gevel in classicistische stijl, een verbouwing uit de 19e eeuw. In de zuidoostelijke hoek van het kasteel springt een vierkante hoektoren met klokvormige torenspits (15) uit de gevel.

#### Oostvleugel

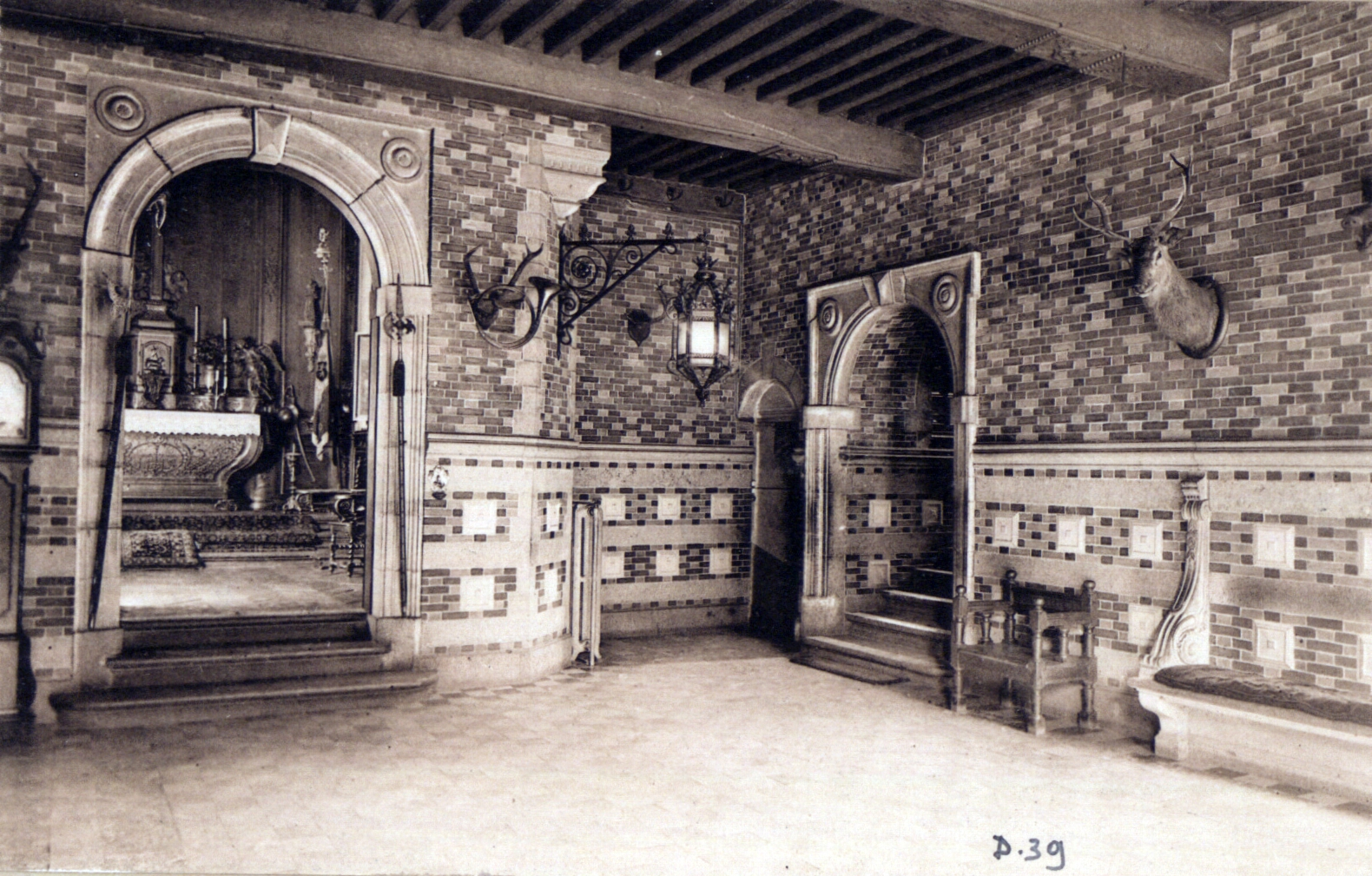
Kapel (12) gezien van uit de entreehal

De oostvleugel bevat de hoofdingang van het kasteel, dat te bereiken is via de binnenplaats. Deze hoofdingang geeft toegang tot de entreehal. Vanuit deze entreehal kunnen via de trap de woonvertrekken bereikt worden, alswel een kapel (12) gewijd aan Sint-Rolende, een patroonheilige in Gerpinnes. Deze kapel in Luikse regence-stijl dateert van 1744 en bevat lambrisering van Namuurs hout en een glas-in-loodraam, dat na 1860 door de Pirmez-familie is geplaatst. De oostvleugel bevat voorts woonvertrekken en stallen (13) en is aan de noordelijke kant begrensd door een 17e-eeuwse vierkante toren met, ook hier, een klokvormig dak (14). Deze toren werd in 1748 voor de toevoeging van een duiventil verhoogd.

## Geschiedenis

### 12e - 15e eeuw: Heerlijkheid Acoz
Aanvankelijk maakte de heerlijkheid Acoz deel uit van het voormalige Karolingische domein van Gerpinnes. Vanaf de 12e eeuw wordt ze met het dorp genoemd als toebehorend aan de abdij van Floreffe, die een kleine achttien kilometer ten noordoosten van het kasteel gelegen is. Nadien kwam de heerlijkheid toe aan de graaf van Namen en werd ze in 1350 een allodium.

### 16e - 17e eeuw: bouw van het kasteel door familie Marotte
In 1543 verwierf de familie Marotte het landgoed. Deze familie werd in 1629 tot de adelstand verheven. Een kleine twee decennia later, in 1647, werd Jean-François de Marotte tot ridder geslagen. Vermoedelijk begon hij de bouw van het kasteel, ergens tussen het einde van de 15e en het begin van de 17e eeuw.
Rond 1680 was het vierkante kasteelplan vermoedelijk dichtgebouwd, maar waren de torens nog niet ingevoegd. De Franse tuin aan de zuidzijde bestond nog niet en er stond een gevleugeld gebouw. De toegangspoort stond er inmiddels en het toegangspad liep toen al tussen het kasteel en het toenmalige gevleugelde gebouw door en maakte vervolgens een splitsing, waarvan de ene tak via een eenvoudige poort met het weggetje verbond dat heden de Rue de la Tour Octavienne is; de andere tak  was via eveneens een eenvoudige poort verbonden met wat heden de Rue de la Figotterie is. In het zuiden stond een klein huisje. Het terrein had toen muren aan de zuidwestzijde, met een hoektoren (17) dat er heden nog staat; deze muur liep met enkele onderbrekingen door aan de zuid- en oostzijde van het terrein.

### 18e eeuw: families Quiévrain en d'Udekem

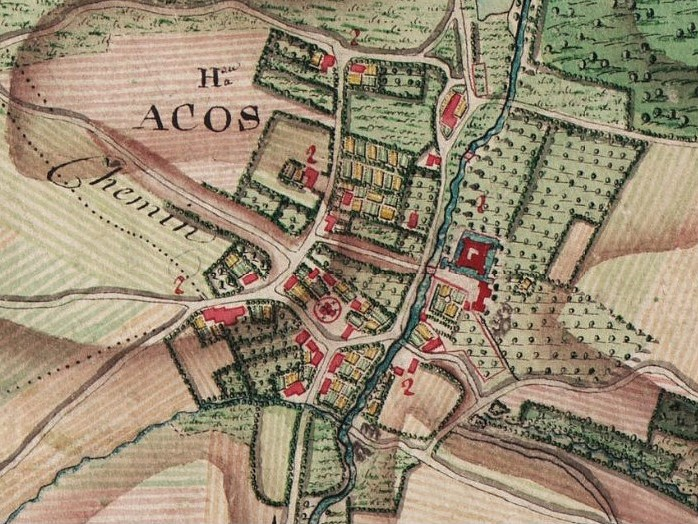
Kasteel van Acoz, gelegen langs het gelijknamige dorpje, anno 1775.

Het kasteelgoed ging in 1727 over naar de familie de Quiévrain. In 1759 erfde Jacques d'Udekem (1758-1829), voorvader van de huidige koningin Mathilde van België, het domein.

### 19e - 20e eeuw: familie Pirmez
De zoon van Jacques d'Udekem, Gérard (1785-1866) verkocht het goed in 1860 aan Irénée Drion Pirmez, de matriarch van familie Pirmez, die overigens niet van adel was. Bij de verkoop behield hij het recht om d'Acoz toe te voegen aan zijn naam.

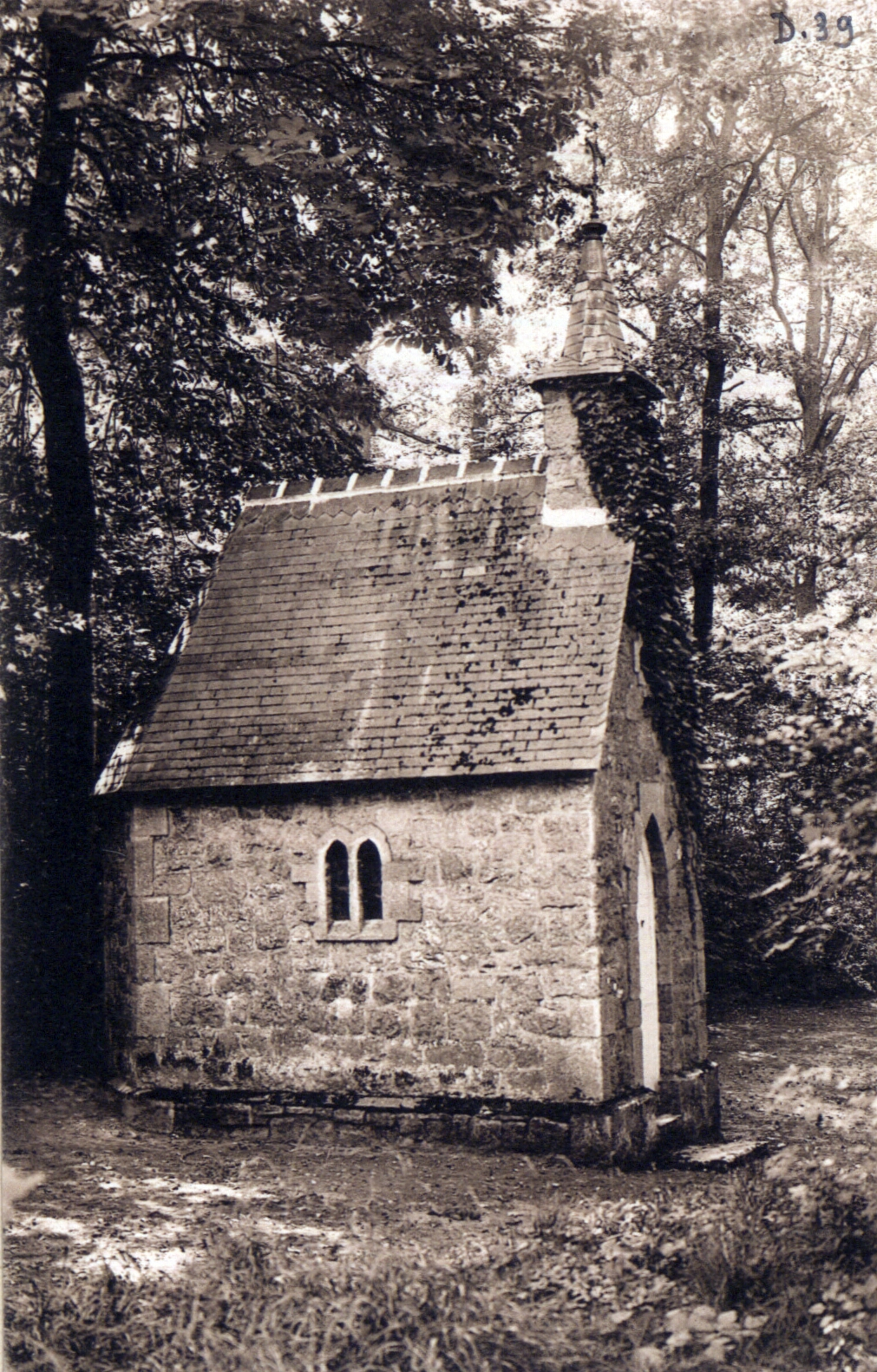
Châpelle Octavienne, dat Octave Pirmez heeft laten bouwen in het Mon Plaisir deel van het kasteelbos.

Onder leiding van Irénée Pirmez werd het kasteel flink gerestaureerd. De zoon des huizes, die de bekendste bewoner van het kasteel zou worden, was Octave Pirmez (1832-1883), schrijver, dichter en filosoof, grootoom van Marguerite Yourcenar en een goede vriend van Félicien Rops. In 1864 leek Pirmez zijn oog te verliezen bij een kraaienjacht in het kasteelbos, maar ogenschijnlijk door goddelijke interventie genas hij van de verwonding. In dank liet hij in het noordoosten van het kasteelbos een kapelletje bouwen, dat bekend werd als de Chapelle Octavienne, ook wel het kapel van Monplaisir genoemd.
In 1865 legde dezelfde Pirmez, die behalve schrijver ook een amateurarcheoloog was, in het  kasteelbos een Merovingische begraafplaats met vijfentwintig graven bloot. Er werden wapens gevonden en diverse bronzen voorwerpen. Ter nagedachtenis aan de Nerviërs, waar een deel van de vondsten toebehoorden, liet hij er een menhir bouwen, de Steen van de Nerviërs. In 1876 ontdekte hij daar een Romeinse geldschat van honderdvijftig munten met de beeltenissen van Nero, Vespasianus, Domitianus, Hadrianus, Antoninus, Faustina en Sabina.

Octave Pirmez, om zijn solitaire levenswijze bijgenaamd "le solitaire d'Acoz" (vrij vertaald: de kluizenaar van Acoz), bouwde in 1875 ter nagedachtenis van zijn voortijdig overleden broer aan de rand van het kasteelbos de tour Octavienne, alwaar hij geregeld vertoefde. Hij  leefde in eenzaamheid tot aan zijn dood in 1883 in het kasteel. Zijn neef Maurice erfde het kasteel van hem.

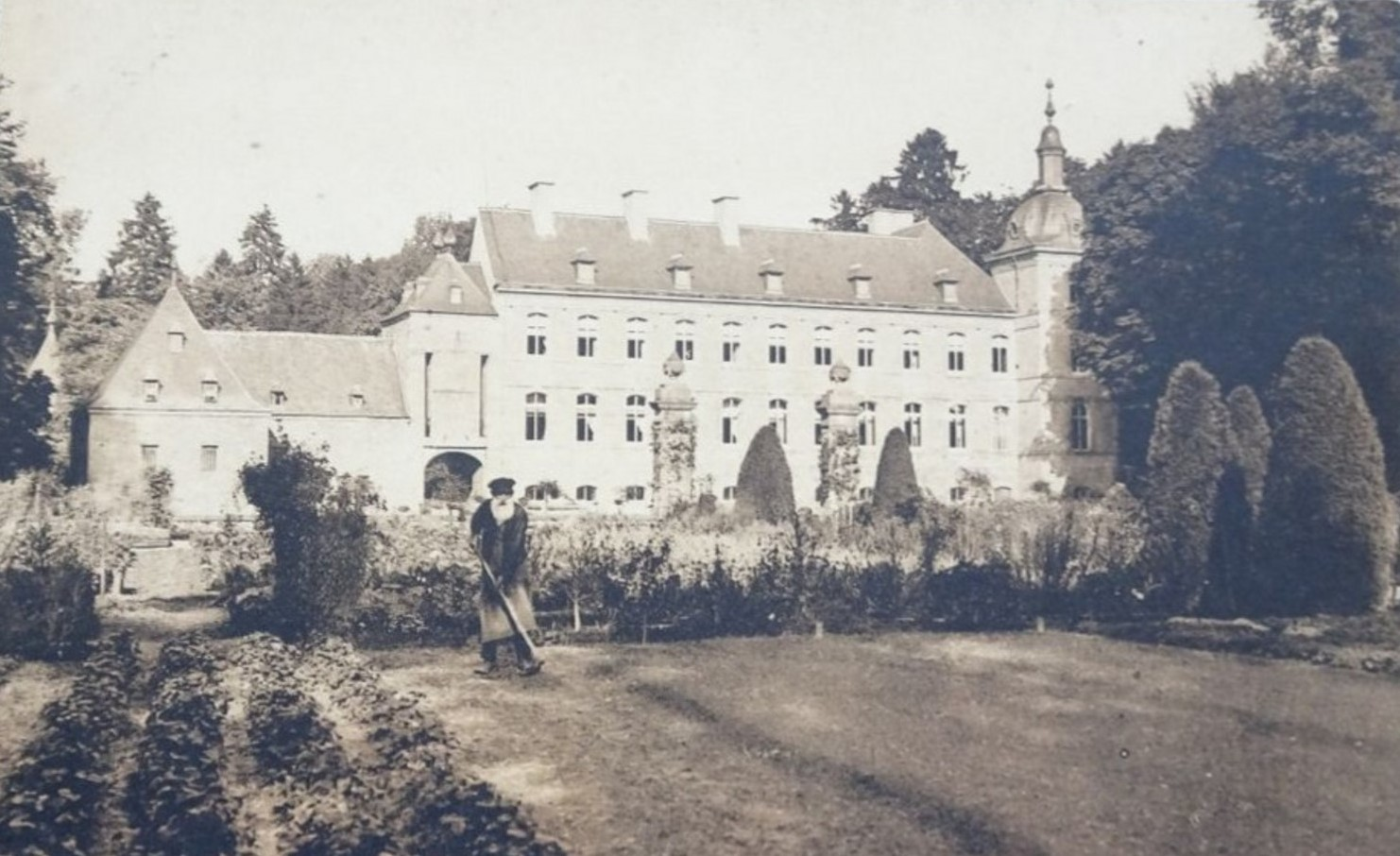
Kasteel van Acoz in 1925 met op de voorgrond de tuin (5) en de eclectische zuilen (6).

Gedurende de twintigste eeuw vormde het kasteel het prestigieuze decor voor verschillende evenementen, waaronder in 1932 het bezoek van koning Albert I van België ter gelegenheid van de 100e geboortedag van Octave Pirmez. Hij zou ook de nabijgelegen Tour Octavienne bezoeken, die voor de gelegenheid gerestaureerd was.
Filip van België, toen de toekomstige koning van België, verloofde zich in 1999 op het kasteel met Mathilde d'Udekem d'Acoz, een nazaat van de familie d'Udekem die in de periode 1759 tot 1860 het kasteel bezat. Het koninklijke paar kwam er in 2000 nog eens terug.

### 21e eeuw
Het kasteel bleef in handen van de Pirmez-familie totdat het in 2001 werd aangekocht door Tony Cammaert, een Antwerpse antiquair en restaurateur die was gespecialiseerd in Japanse kunst. Hij heeft het gebouw volledig gerestaureerd.

## Huidige staat

### Toegankelijkheid
Het kasteel van Acoz is niet toegankelijk voor het publiek, maar kan wel gehuurd worden voor feesten en evenementen. Sinds 2018 staat het kasteel te koop.

### Folklore

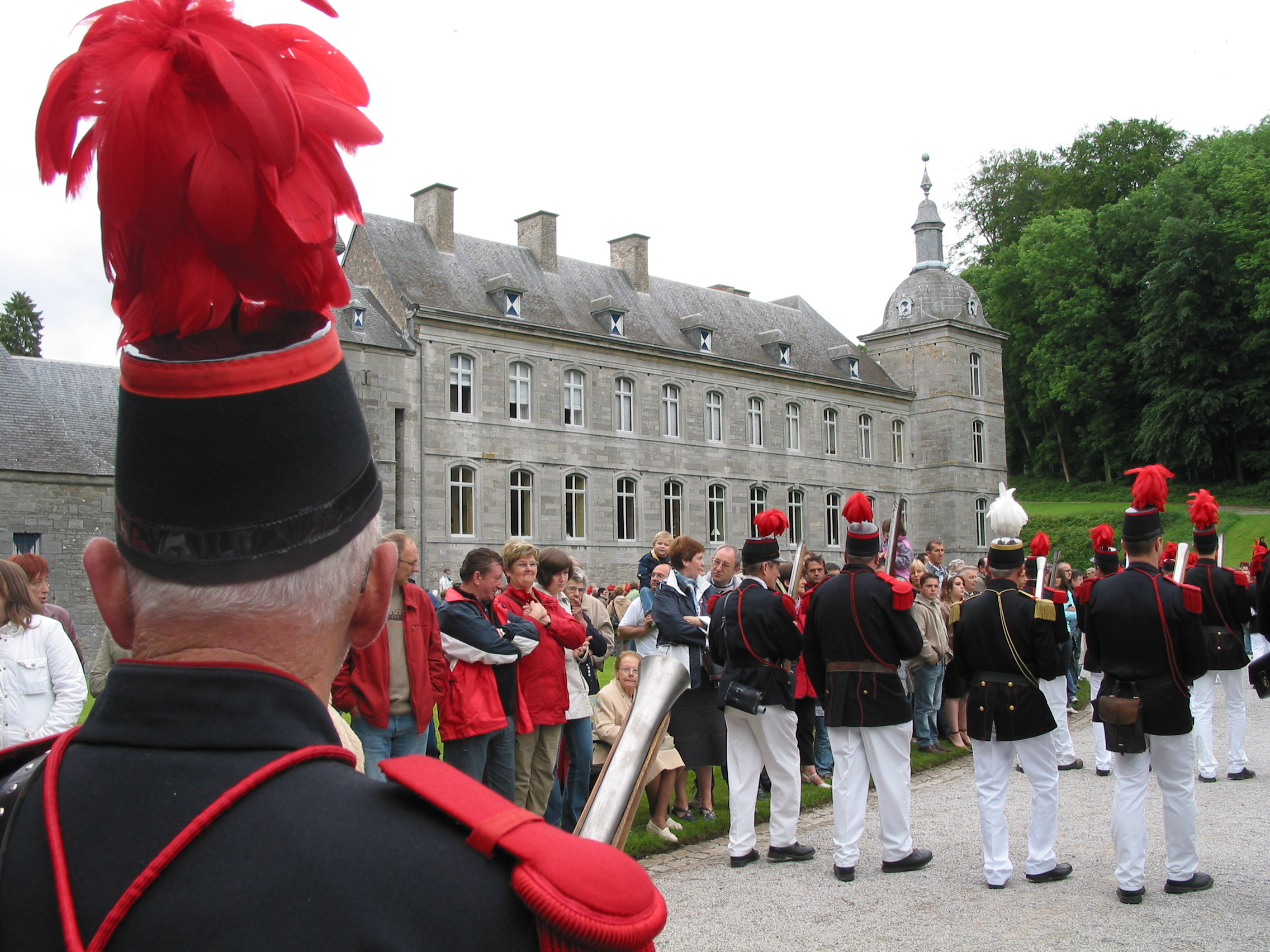
De Marche Sainte Rolende bij het kasteel.

Jaarlijks met pinksteren vindt in Gerpinnes de Marche Sainte Rolende plaats, een folkloristisch evenement rond de heilige Rolende van Gerpinnes. De processie (marche) houdt op diverse plaatsen in de gemeente halt. Op het domein van het kasteel ontvouwt zich een jachttafereel. Het is een inmiddels eeuwenoude traditie waar ook Octave Pirmez devoot aan deelnam.
De processie maakt deel uit van de Marches de l'Entre-Sambre-et-Meuse, een aantal Waalse schuttersprocessies die opgenomen zijn als UNESCO-werelderfgoed.

## Galerij

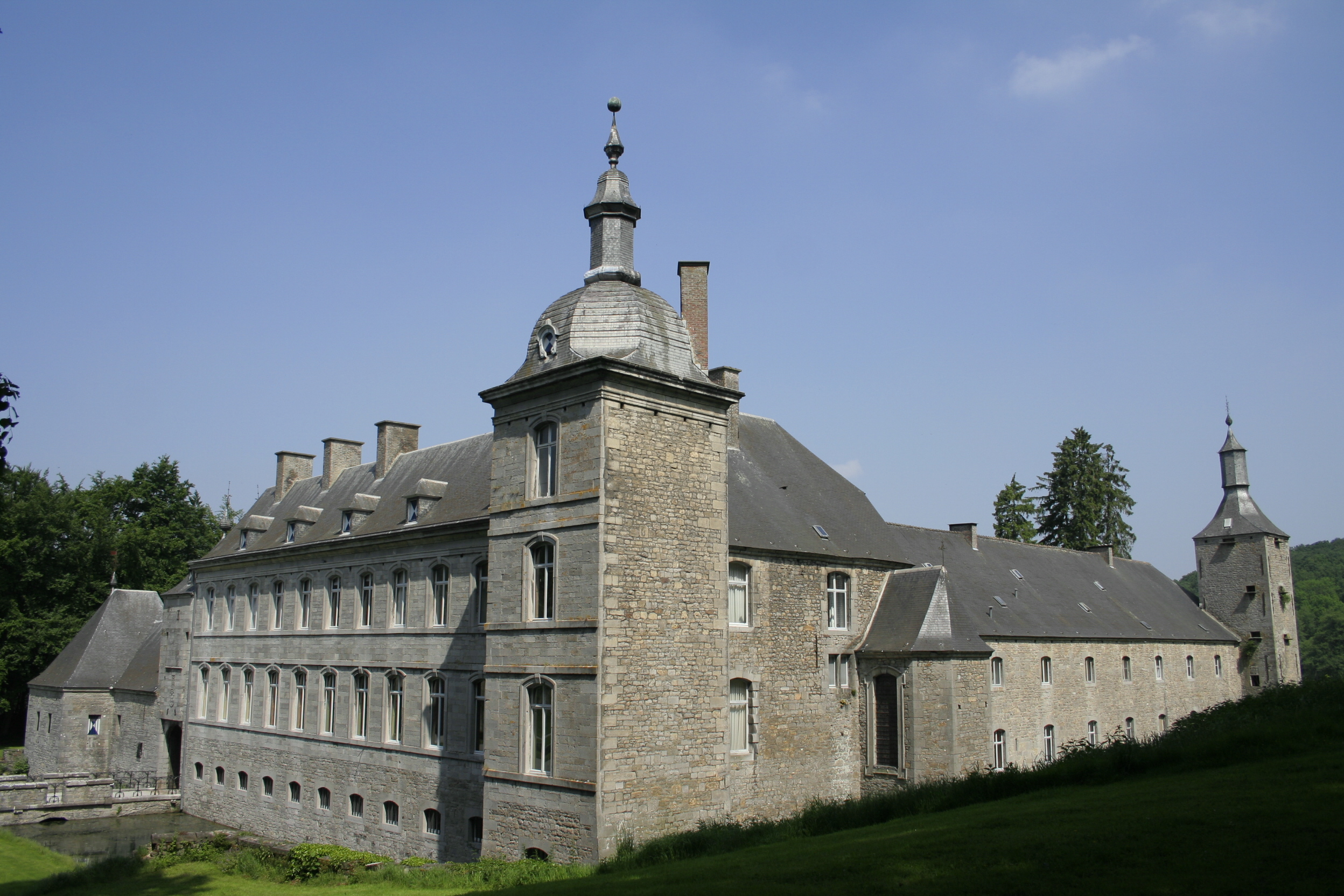
Zuid- en oostgevel van het kasteel
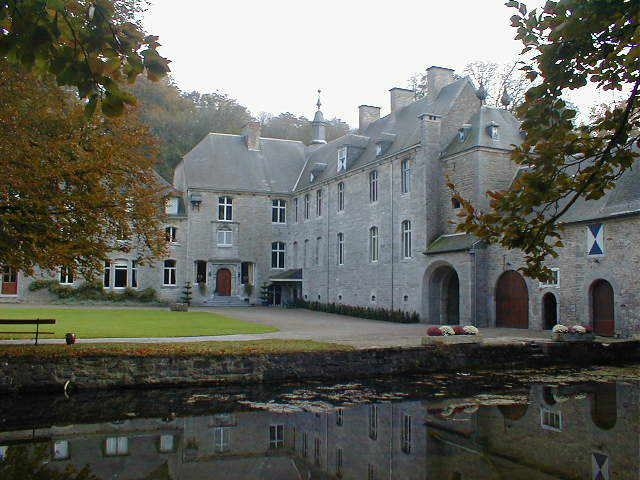
De binnenplaats (16) van het kasteel, gezien vanuit het westen.
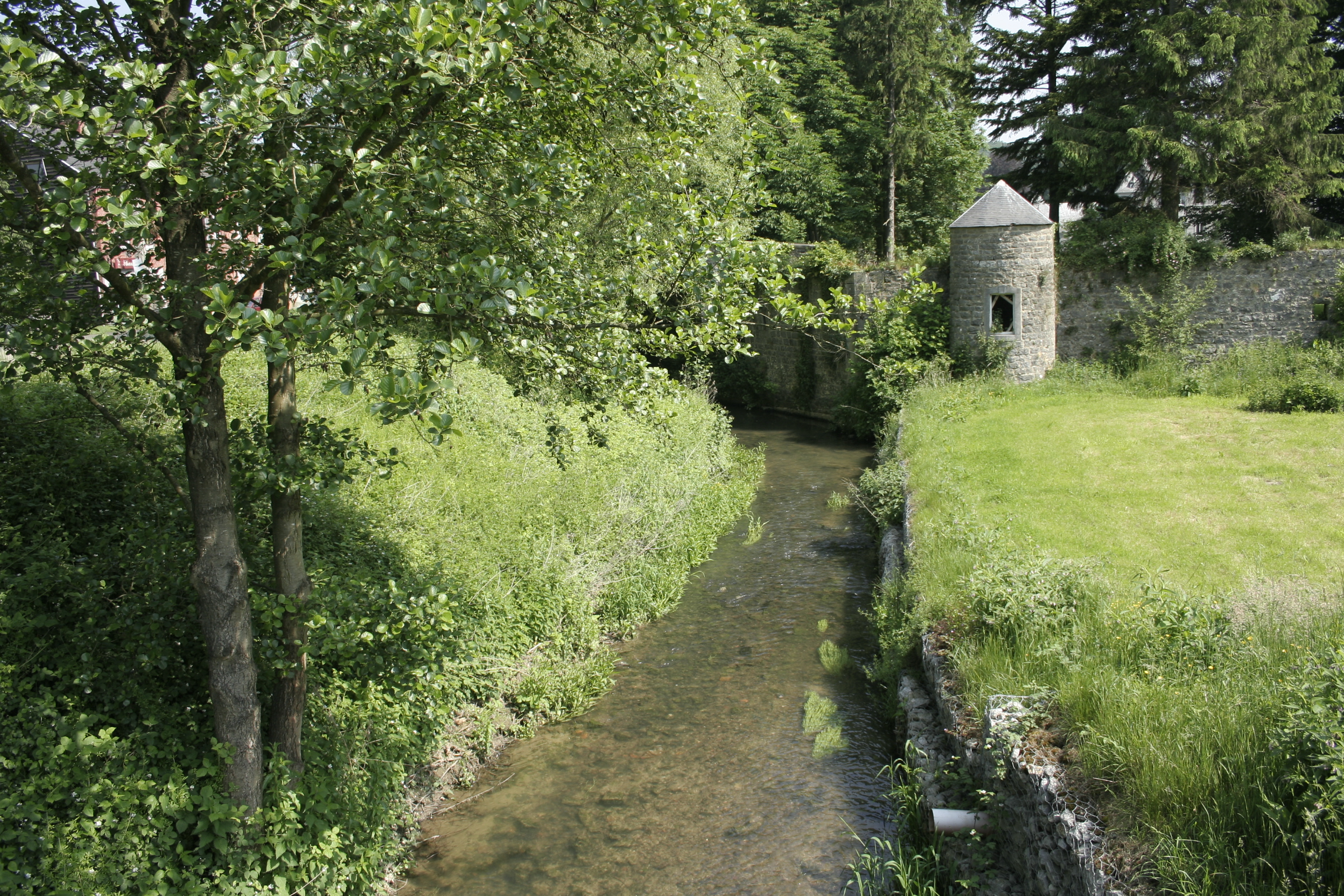
Torentje (17) aan de Hanzinne
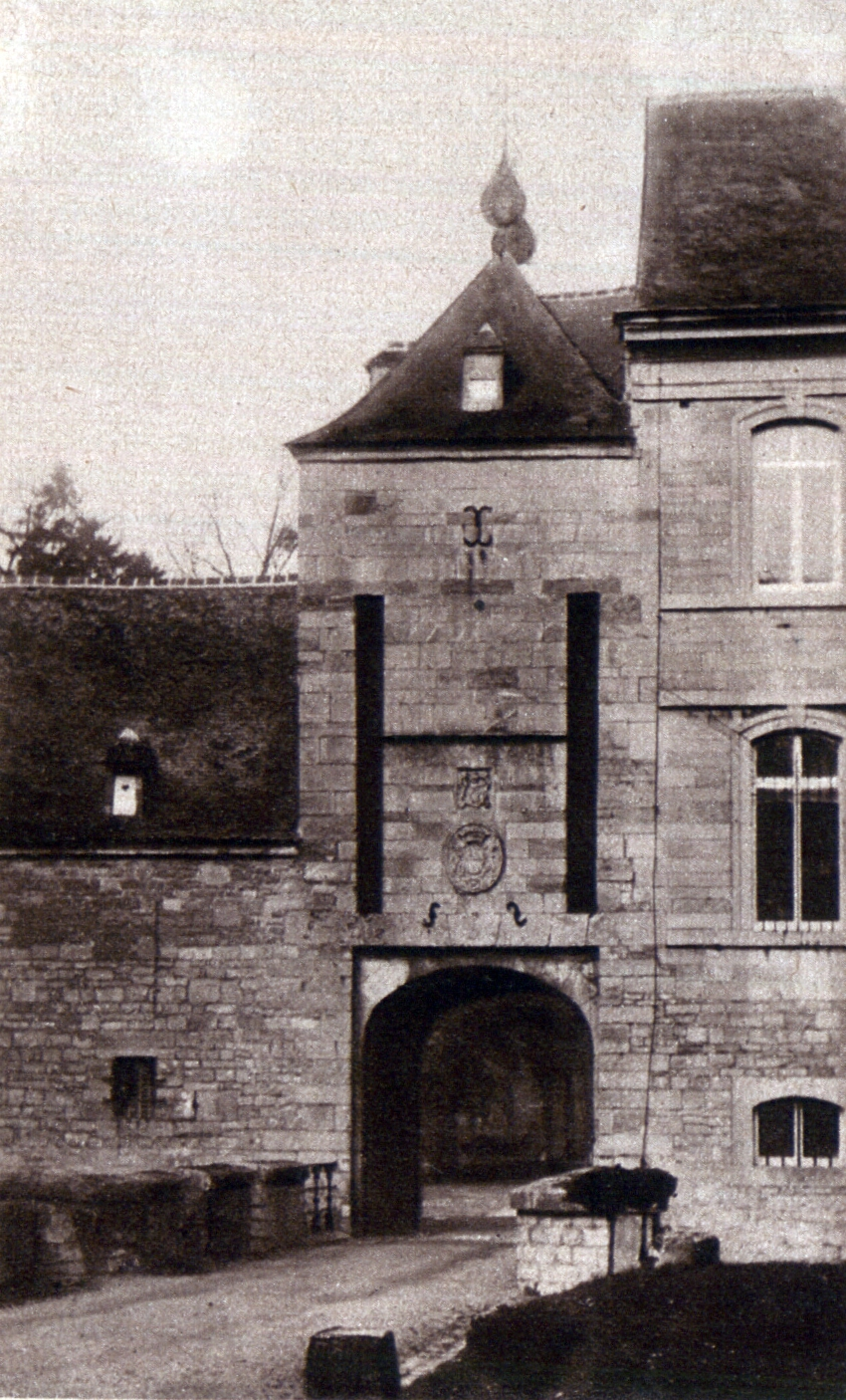
Kasteelpoort met restanten van ophaalbrug
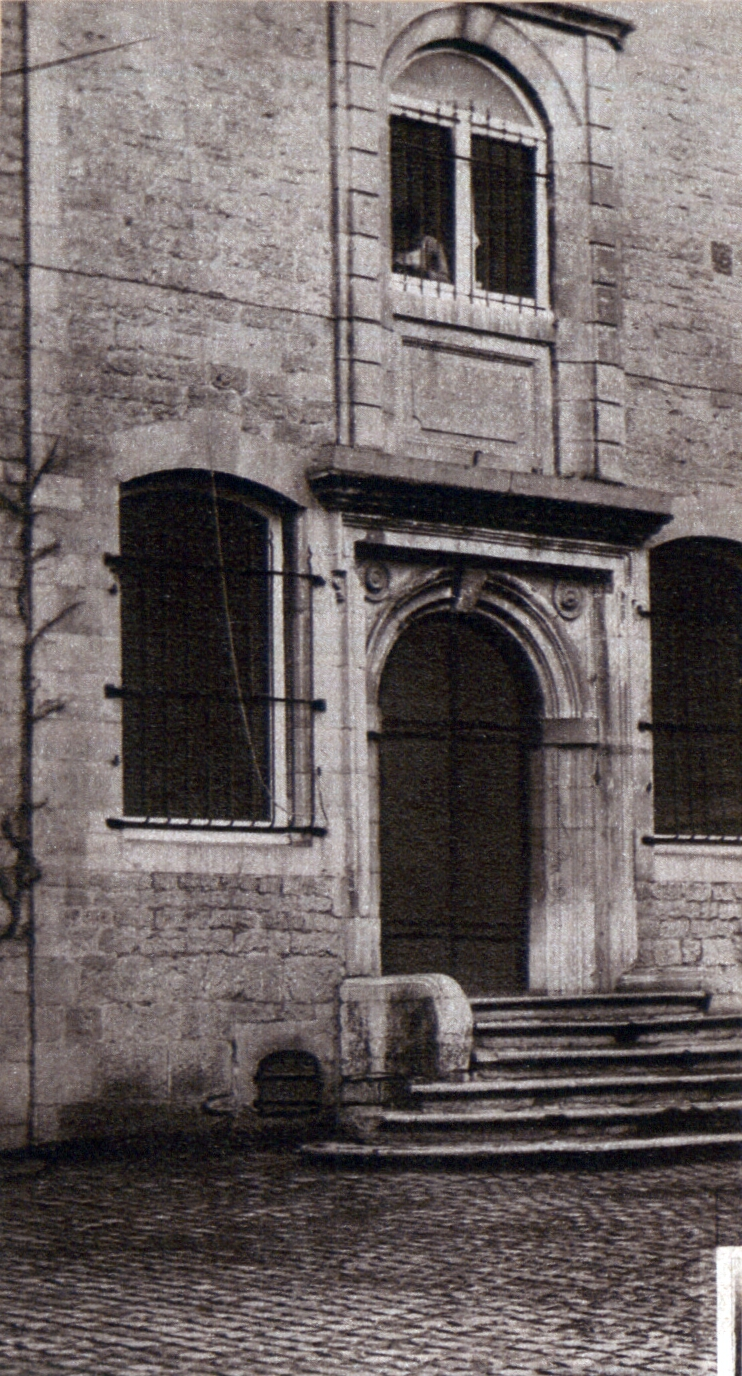
Voordeur kasteel, te bereiken via binnenplaats
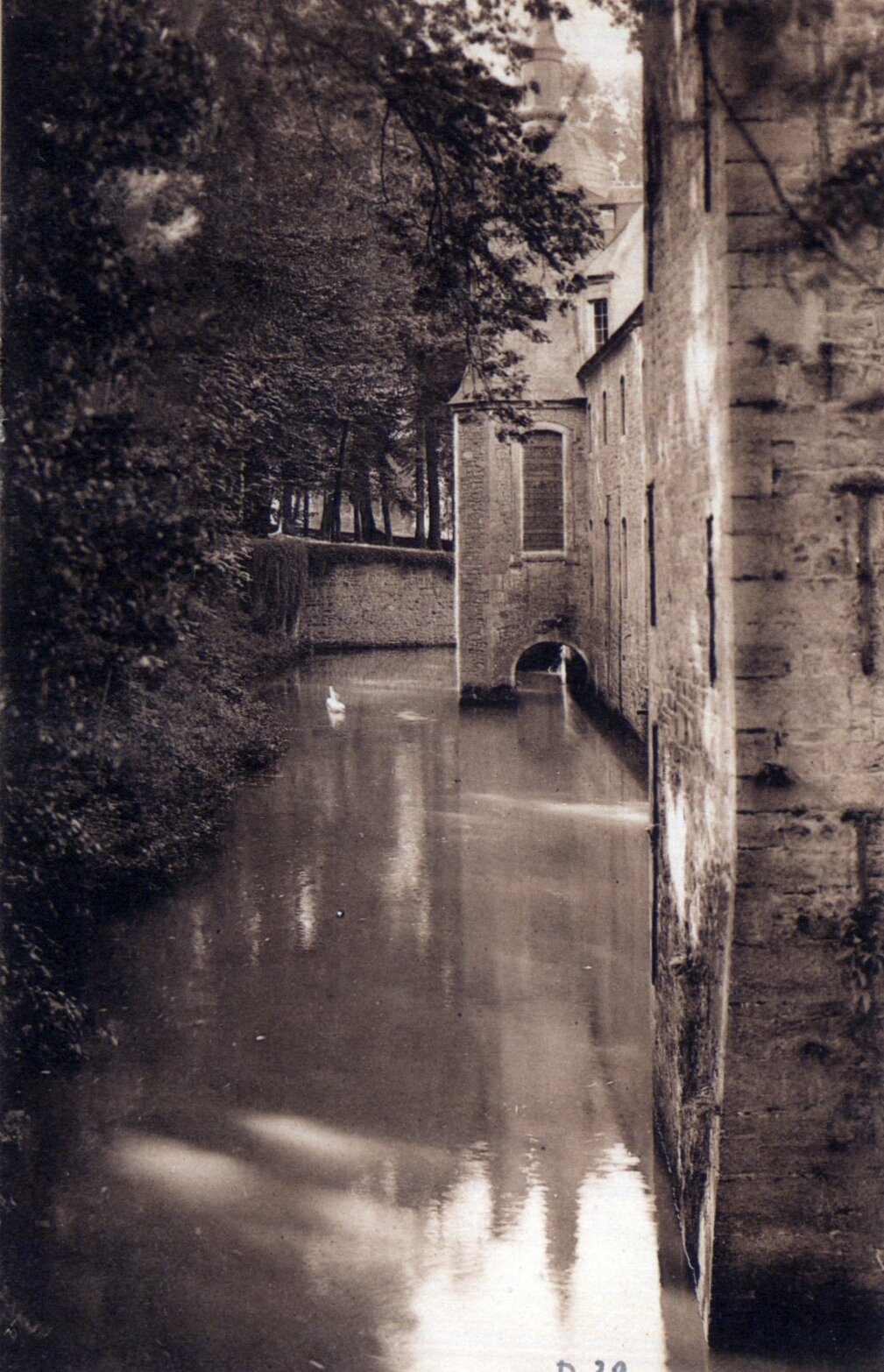
Oostelijke kasteelgracht met zicht op het raam van de kapel
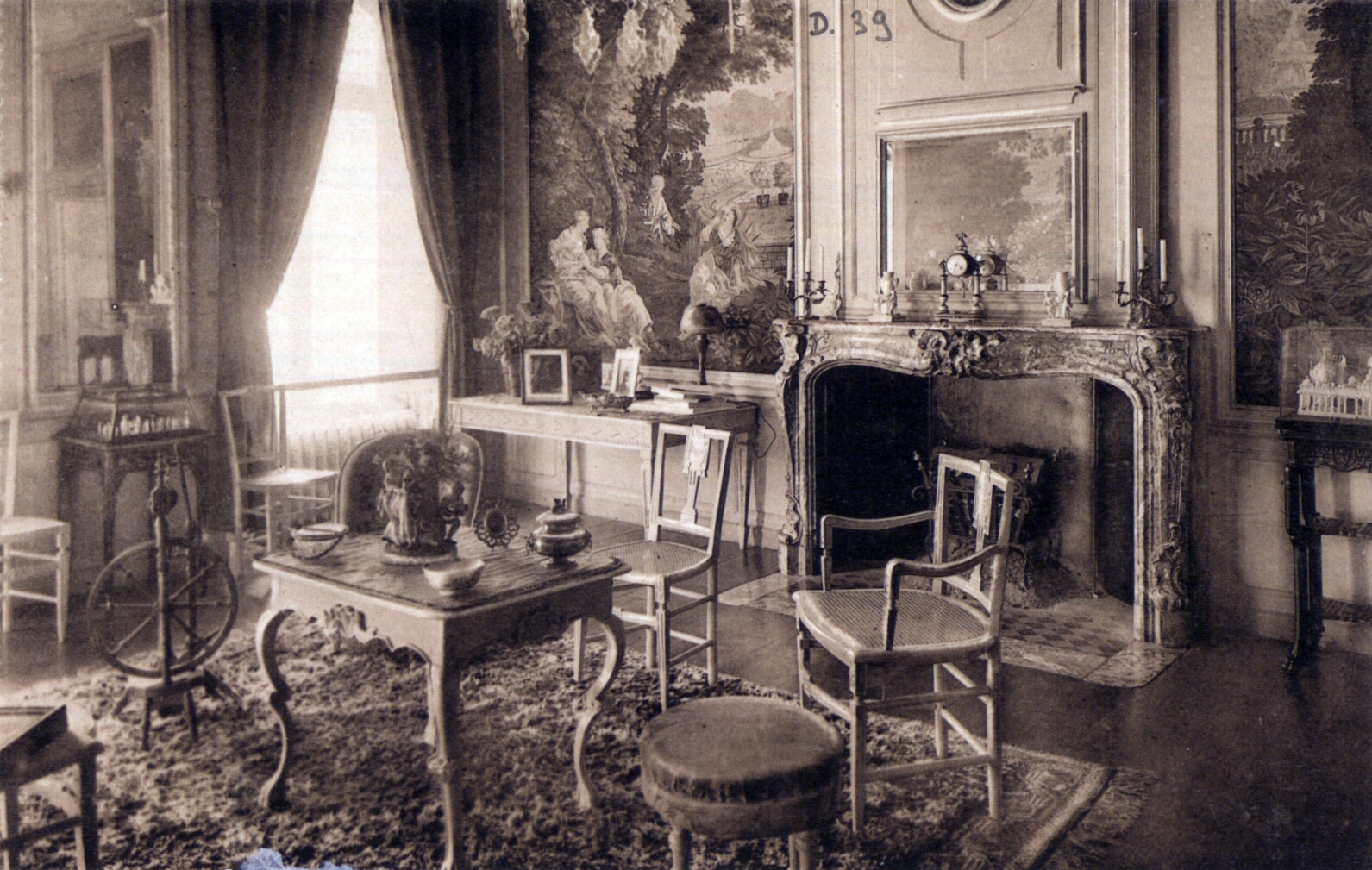
Oudenaardse tapijtensalon, vol met verdure
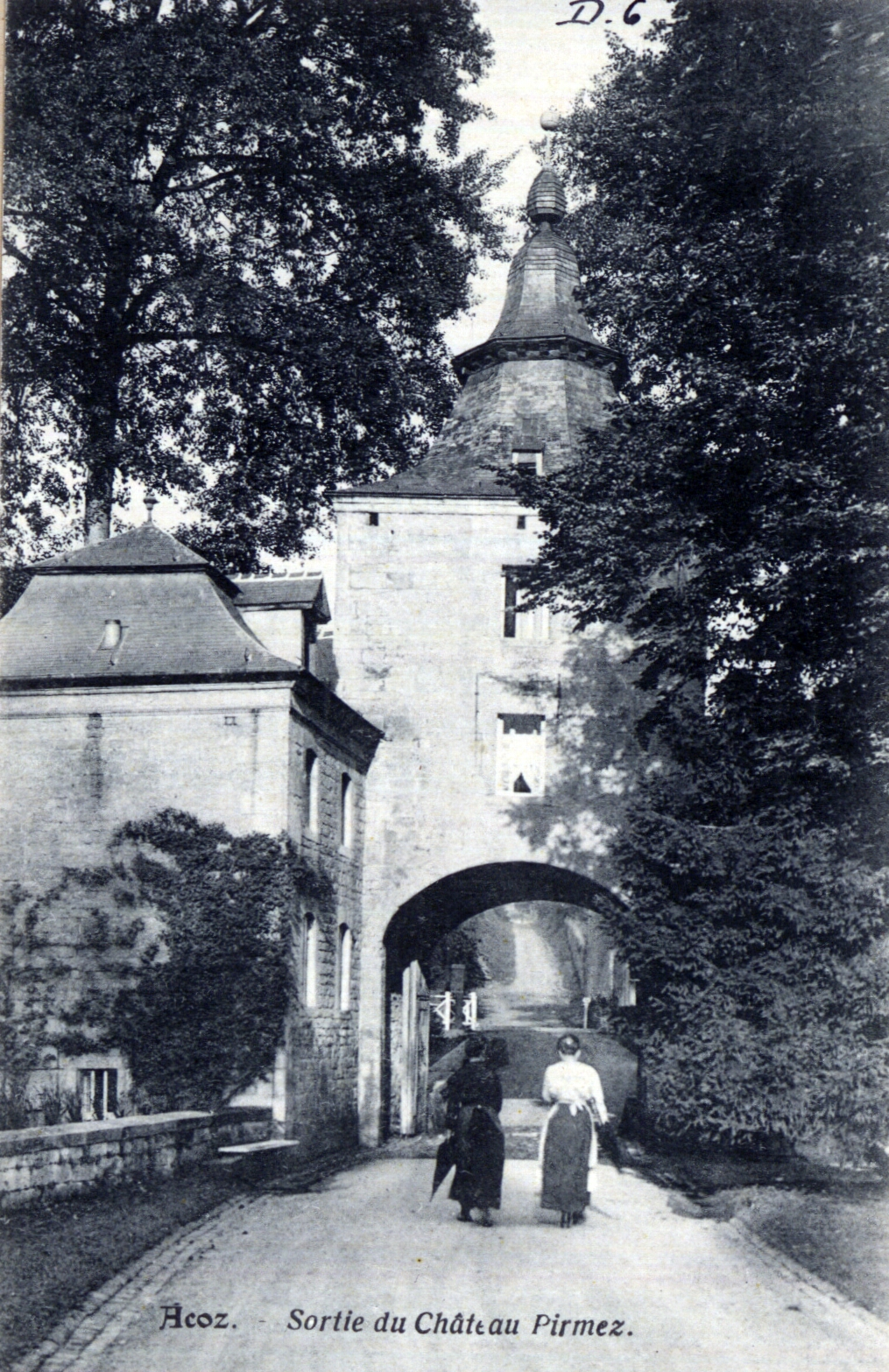
Conciërgerie (4) en toegangspoort (3) vanuit het terrein gezien